# Maulefa
Maulefa ist eine osttimoresische Siedlung im Suco Talitu (Verwaltungsamt Laulara, Gemeinde Aileu).

## Geographie
Maulefa liegt in der Aldeia Talitu in einer Meereshöhe von 800 m am Nordhang eines Berges. Die kleine Siedlung liegt an einer Straße. Nach Norden führt sie zum Dorf Talitu (838 m) auf dem Gipfel des Berges, von wo Straßen in die Städte Dili und Maubisse führen. Südlich befindet sich das Dorf Talitu Lama (743 m) und weiter bis Casmantutu (449 m).